# Melchisedec Sikuli
Melchisedec Sikuli Paluku (ur. 27 stycznia 1952 w Lukanga) – kongijski duchowny rzymskokatolicki, od 1998 biskup Butembo-Beni.